# Sundaroa sexmacula
Sundaroa sexmacula är en fjärilsart som beskrevs av Swinhoe 1903. Sundaroa sexmacula ingår i släktet Sundaroa och familjen tofsspinnare. Inga underarter finns listade i Catalogue of Life.